# Holding
Un ou une holding, ou société faîtière en Suisse, également appelée société de portefeuille au Canada et en Belgique, est une société ayant pour vocation de regrouper des participations dans diverses sociétés et d'en assurer l'unité de direction.

## Présentation
La création d’une holding permet aux actionnaires majoritaires d’accroître leur pouvoir dans les affaires gérées. Via des participations financières, le (la) holding gère et contrôle des sociétés ayant des intérêts communs. Il est souvent qualifié de « société consolidante » dans la mesure où elle se contente de faire remonter dans son bilan les différents postes-comptables de ses participations.
En général, la société holding est une société mère. Elle permet à une personne ou à un groupe de personnes de détenir (hold en anglais) et/ou de contrôler une multitude de sociétés nationales et internationales sans avoir besoin d'apparaître en tant que dirigeant de toutes les sociétés « filles ».
Une holding peut également effectuer des actions de contrôle, d'aide au lancement d'entreprises récemment créées, gérer des brevets, placements et financements.
Un des grands intérêts des holdings est de pouvoir détenir de nombreuses participations, et pourtant un contrôle relativement important, à partir d'un capital réduit, ce grâce à la possession de holdings par d'autres holdings. En effet, il suffit de posséder 50 % + 1 action d'une entreprise pour la contrôler.
En détenant, par exemple 50 % d'une holding détenant elle-même 50 % du capital d'entreprises, on contrôle celles-ci tout en ne détenant en réalité qu'un quart de leur capital. Cette part du capital nécessaire au contrôle peut ainsi être divisée par deux chaque fois qu'on ajoute un niveau de holding. Il faut bien sûr dans ce cas trouver des partenaires qui acceptent de ne détenir que les minorités restantes. Généralement la holding contracte un emprunt auprès d'organismes bancaires pour les 50 % - 1 action restant.
Si la holding détient la majorité des participations dans la filiale, le PDG de l'unique holding d'un groupe est alors hiérarchiquement le supérieur des PDG des filiales du holding.

### Types
On distingue deux types de holdings :
1. Il y a holding pur lorsque la société mère n'exerce pas d'activité industrielle, commerciale ou de service.
2. holding mixte lorsque la société mère conserve une activité qui lui est propre.

Les holdings peuvent se spécialiser dans un secteur d'activité de leurs filiales : on peut alors classer les sociétés holdings :
- holdings financiers ;
- holdings bancaires ;
- holdings axés sur la communication et les nouvelles technologies ;
- holdings axés sur le transport ferroviaire ou aérien ;
- holdings non spécialisés, à vocation essentiellement financière.

### Fiscalité
La société holding bénéficie dans la plupart des pays européens d'une fiscalité avantageuse. 

#### Exonérations
En effet, elle peut être exonérée de retenue d'impôt dans le cadre d'une remontée de dividende provenant d'une société dans laquelle elle détient un certain nombre de participations (convention fiscale d'imposition « mère-fille »), de bénéficier d'une exonération sur la plus-value des ventes de ses participations ainsi que d'autres exonérations (variant selon les pays européens). Exonérées de l'impôt sur le revenu, les sociétés holding sont en revanche généralement exclues du champ d'application des traités de non-double imposition conclus par leur pays de domicile. 

#### Luxembourg
La Commission européenne ayant considéré son régime « holding » de 1929 comme une aide publique, le Luxembourg, jadis un domicile important de sociétés holding, a aboli le statut des holdings avec effet au 1er janvier 2011. Le Luxembourg a substitué ce régime de holding par la société de participation financière, soparfi, un statut qui permet un transfert de dividende des sociétés filles vers la société mère sans taxation dans le cadre des conventions de non-double impositions (plus de quarante pays). Une société est dite mère si elle possède plus de 10 % d'une autre société dite alors fille et s'engage à conserver sa participation pendant la durée de l’exercice soit 1 an. Ce régime est totalement exonéré d'imposition sur les plus-values en cas de cession d'une filiale. 
Il existe des régimes encore plus favorables comme les sociétés d'investissement à capital risque (SICAR) ou les Sociétés Immobilières Luxembourgeoises (SIL) qui sont totalement exonérées d’impôts au Luxembourg pour leurs opérations hors du Grand-duché. À la suite d'un jugement de 2002 la jurisprudence de la Cour administrative de Luxembourg considère que les revenus immobiliers réalisés en France par une société de capitaux de droit luxembourgeois, et assujettie à l’impôt sur les sociétés, ne sont pas taxables par l’administration fiscale luxembourgeoise. 
Il résulte d'une subtile interprétation du droit qu'en raison de la convention de non double imposition franco-luxembourgeoise de 1958, les marchands de biens luxembourgeois sont totalement exonérés d’impôts pour leur activité en France tant sur les plus-values que sur les loyers.

## Exemples de holdings françaises
- Vivendi est une holding détenant Canal+, Universal Music Group, NBC Universal, et qui a détenu SFR (revendue depuis au groupe Numéricâble) et Activision Blizzard (qui a regagné son indépendance en juillet 2013).
- Michelin : la société mère, la Compagnie générale des établissements Michelin, est une SCA. Les sociétés du groupe « hors France » sont chapeautées par une société holding, la Compagnie Financière Michelin, domiciliée à Granges-Paccot dans le canton de Fribourg en Suisse ;
- Wendel Investissement est un groupe d'investissement français issu de la fusion-absorption de CGIP par Marine-Wendel ;
- Orange Holding SA est l'ancienne holding du groupe France Télécom consacrée à la téléphonie mobile. Cette holding a disparu lors de sa fusion avec Orange France SA et France Télécom.
- Eaton holding est une holding détenant plusieurs entreprises industrielles dans le domaine des transports et de l'énergie électrique aux États-Unis et en Europe ;
- LVMH - Moët Hennessy Louis Vuitton est une holding détenant plus de cinquante marques dans le secteur du luxe (parfums, cosmétiques, maroquinerie, vins et spiritueux…). Son président-directeur général est Bernard Arnault ;
- Kering est une holding créée par François Pinault et actuellement sous la direction de son fils, François-Henri Pinault. Elle détient entre autres Gucci, Yves Saint Laurent, Bottega Veneta et Balenciaga[6] ;
- Groupe industriel Marcel Dassault (GIMD) est une holding dirigée jusqu'en mai 2018 par Serge Dassault. Elle détient entre autres Dassault Systèmes, Dassault Aviation et l'ancienne Socpresse.